# 파나티나이코스 FC 유니폼 역사
파나티나이코스 FC의 1908년 시즌 유니폼은 적색이었다. 1911년, 유니폼 색상이 녹색과 백색으로 변경되었다. 1918년, 미할리스 파파조글루가 화합과 행운의 상징인 토끼풀을 파나티나이코스 문양으로 제안했다. 그는 고향인 콘스탄티노플 할세돈의 클럽에서 활약할 당시 유니폼에 박음질했다. 파파조글루의 제안은 1906년 아테네 중간올림픽 마라톤에서 가슴에 큰 녹색의 토끼풀이 새겨진 백색 유니폼을 입고 우승한 아일랜드계 캐나다인 빌리 셰링 선수로부터 영감받았을 것으로 추측이 된다.
팀의 유니폼 색상은 현재 녹색과 백색이며 (녹색은 건강, 자연, 그리고 희망을 상징하며 백색은 도덕을 상징한다) 백색은 사용되지 않거나, 틀이나 원정 유니폼으로 주로 사용되며, 백색 하의와 녹색 양말과 함께 구성된다. 30년대에 유니폼은 가로 줄무늬 형태로 되어 있었다. 이 유형의 유니폼은 이어지는 몇십년간 홈 혹은 원정 유니폼으로 사용되었다. 그 후로, 유니폼 유형이 자주 변경되었으나, 녹색은 항상 팀의 주색으로 고수되었다.
또한, 70년대에는 다양한 톤의 청색이 원정 유니폼의 색상으로 채택되기도 했다. 그 후로부터, 같은 색상이 원정 유니폼으로 사용되었다.

## 유니폼 변천사

### 홈 유니폼

#### 2009-10 시즌 이후
| 2009-10 시즌 | 2010-11 시즌 | 2011-12 시즌 | 2012-13 시즌 | 2013-14 시즌 | 2014-15 시즌 |

### 원정 / 써드 유니폼
| 1970-71 시즌 (원정) | 2008-09 시즌 (원정) | 2009-10 시즌 (원정) | 2009-10 시즌 (써드) | 2010-11 시즌 (원정) | 2010-11 시즌 (써드) |

| 2011-12 시즌 (원정) | 2011-12 시즌 (써드) | 2012-13 시즌 (원정) | 2012-13 시즌 (써드) | 2013-14 시즌 (원정) | 2013-14 시즌 (써드) |

| 2014-15 시즌 (원정) | 2014-15 시즌 (써드) |

## 용품 스폰서십

### 용품 스폰서
| 기간      | 용품 스폰서      |
| --------- | ---------------- |
| 1983-1985 | 시트로엥(프랑스) |
| 1985-1989 | 인터아메리칸     |
| 1999-2000 | 모터 오일 엘라스 |
| 2000-2001 | 윈뱅크           |
| 2001-2006 | OTE              |
| 2006-2011 | 코스모테         |
| 2011-2014 | OPAP             |